# Wolxheim
Wolxheim é uma comuna francesa na região administrativa de Grande Leste, no departamento Baixo Reno. Estende-se por uma área de 2,92 km². Em 2010 a comuna tinha 985 habitantes (densidade: 337,3 hab./km²).